# ودران روژیچ
ودران روژیچ (کرواتی: Vedran Rožić؛ زادهٔ ۲ نوامبر ۱۹۵۴) بازیکن فوتبال اهل یوگسلاوی بود.
از باشگاه‌هایی که در آن بازی کرده‌است می‌توان به باشگاه فوتبال هایدوک اسپلیت اشاره کرد.